# 2003 en astronomie
2001 en astronomie - 2002 en astronomie - 2003 en astronomie - 2004 en astronomie - 2005 en astronomie 

## Astronomie

### Prix
- Prix Jules-Janssen : Jean-Paul Zahn
- Médaille Bruce : Vera Cooper Rubin

## Événements

### Février
- 5 février : annonce de la découverte d'une lune de Saturne : Narvi.
- 11 février : le satellite WMAP de la NASA complète la première carte détaillée du rayonnement cosmique micro-onde de fond de l'univers. L'image révèle que l'univers est âgé de 13,7 milliards d'années (à l'intérieur d'une erreur de un pour cent) et fournit des preuves qui appuient la théorie inflationniste.

### Mars
- 4 mars : annonce de la découverte de sept lunes de Jupiter : Aoédé, Eukéladé, Hélicé, (...) Annonce de la découverte d'une lune de Neptune, Néso, et d'une lune d'Uranus, Ferdinand.
- 6 mars : annonce de la découverte d'une lune de Jupiter : Hégémone.
- 7 mars : annonce de la découverte de quatre lunes de Jupiter : Callichore, (…)

### Avril
- 2 avril : annonce de la découverte d'une lune de Jupiter : Cyllène.
- 3 avril : annonce de la découverte de deux lunes de Jupiter : Coré, Hersé.
- 14 avril : annonce de la découverte de deux lunes de Jupiter : Carpo, Mnémé.

### Mai
- 16 mai : éclipse lunaire du 16 mai 2003 (en), une éclipse totale de Lune.
- 31 mai : éclipse solaire du 31 mai 2003, une éclipse solaire annulaire dans le nord de l’Écosse, les Iles Féroé, le Groenland et l'Islande, avec éclipse partielle couvrant une grande partie de l'Europe et la Russie.

### Août
- 25 août :
  - l'opposition de Mars, qui est le plus près de la Terre de Mars depuis l'an 57 617 av. J.-C., à une distance de 55 758 006 km[1].
  - annonce de la découverte de deux lunes d'Uranus : Mab, Cupid. Confirmation de l'existence d'une autre : Perdita.
- 29 août : annonce de la découverte d'une lune d'Uranus : Margaret.

### Septembre
- 3 septembre : annonce de la découverte d'une lune de Neptune : Psamathée.

### Octobre
- Octobre - novembre : le Soleil est dans une période de maximum solaire, c'est-à-dire une période de haute activité, donc il génère plusieurs grandes éruptions solaires et éjections de masse coronale.

### Novembre
- Octobre-novembre : le Soleil est dans une période de maximum solaire, c'est-à-dire une période de haute activité, donc il génère plusieurs grandes éruptions solaires et éjections de masse coronale.
- Découverte de la galaxie naine du Grand Chien.
- 9 novembre : éclipse lunaire du 9 novembre 2003 (en), une éclipse totale de Lune.
- 14 novembre : l'objet transneptunien (90377) Sedna est découvert à l'observatoire du Mont Palomar[2]. C'est l'un des objets les plus éloignés du système solaire.
- 23 novembre : l'éclipse solaire du 23 novembre 2003 en Antarctique.